# Keri Smith
Keri Smith is een Canadees illustrator, schrijfster en guerrilla artieste. Ze schrijft voornamelijk over creativiteit. Haar boek Wreck this Journal  kwam uit in een Nederlandse vertaling.

## Boeken
- Wreck this Journal (ISBN 9789049104948)
- How to be an Explorer of the World
- The Guerilla Art Kit
- Living Out Loud: Activities to Fuel a Creative Life
- Tear up this Book!
- This is Not a Book
- Mess: The Manual of Accidents and Mistakes
- Finish this book
- The Pocket Scavenger
- Everything is Connected
- The Imaginary World of...